# Memecylon ulopterum
Memecylon ulopterum är en tvåhjärtbladig växtart som beskrevs av Dc.. Memecylon ulopterum ingår i släktet Memecylon och familjen Melastomataceae.
Artens utbredningsområde är Madagaskar. Utöver nominatformen finns också underarten M. u. oblongifolium.